# Patrick Van Honacker
Patrick Van Honacker (14 juni 1948) is een Belgische politicus van de cdH en voormalig burgemeester van Estaimpuis.

## Biografie
Van Honacker werd actief in de gemeentepolitiek voor de PSC in Estaimpuis, waar hij schepen werd. Na de gemeentelijke fusies werd hij in 1977 de eerste burgemeester van de fusiegemeente Estaimpuis. Hij werd wat later ook provincieraadslid in Henegouwen. Hij bleef burgemeester tot de verkiezingen van 1994, waarna hij werd opgevolgd door Daniel Senesael.